# Sarah Freeman
Sarah Freeman, también conocida como Sarah Rayne (Los Ángeles, California, 26 de septiembre de 1986), es una actriz estadounidense, conocida por su trabajo como Hannah Phillips en el largometraje de Pixar Toy Story en 1995.

## Carrera
Su carrera empezó en 1992 cuando apareció en un episodio de una serie de televisión estadounidense producida por ABC llama Roseanne, interpretando a Nicki Healy. En 1993 interpretó a Michelle New en la película Dying to love. En 1994 interpretó a Melisa Pearson en  One woman's courage. También participó en  A time to heal and Someone she knows, así como en Diagnosis murder. En 1995 ella dio voz a Hannah Phillips en Toy Story. Entre 1998 y 1999 fue una de las protagonista de la serie Legacy, en la cual interpretó a la hija pequeña de la familia Logan, Lexy Logan. Dicha serie fue cancelada tras su primera temporada debido a su bajo índice de audiencia.

## Filmografía

### Películas
- Sin rastro como Jesse de 16 años (1 episodio, 2004)
- The guardian como Jena (1 episodio, 2002)
- 7th Heaven como Sarah Magnee (2 episodios, 1999-2001)
- The Practice como Sarah Jamison (2 episodios, 2000)
- Family law (1 episodio, 2000)
- Providence como Katie (1 episodio, 2000)
- Legacy como Lexy Logan (18 episodios, 1998–1999)
- ER como Sarah Bengossi (1 episodio, 1999)
- Spoilers (serie de televisión) como Maggie (1998)
- Quest for Camelot como Joven Kayley (voz) (1998)
- Alone (película) como Agnes niña (1997)
- Teen angel (serie de telelvisión) como Shawn Puffy Clouds (1 episodio, 1997)
- Promised land (serie de televisión) como Cindy Jasper (1 episodio, 1997)
- Union square (serie de televisión) como niña pequeña (1 episodio, 1997)
- The pretender (serie de televisión) como Dara (1 episodio, 1996)
- Star Trek: Voyager como Elani (1 episodio, 1996)
- No greater love como Mary (1996)
- Toy Story como Hannah Phillips (voz) (1995)
- Someone she knows como Marilee Philips (1994)
- A time to heal como Sandra (1994)
- One woman's courage como Melissa Pearson (1994)
- Diagnosis: Murder como Clarissa (1 episodio, 1994)
- Dying to love you como Michelle New (1993)
- Roseanne (serie de televisión) como Nicki Healy (1 episodio, 1992)

## Premios y nominaciones
| Año  | Premio             | Categoría                                                     | Nominado      | Resultado                |
| ---- | ------------------ | ------------------------------------------------------------- | ------------- | ------------------------ |
| 1999 | Young Artist Award | Mejor actuación en una serie de televisión dramática (Legacy) | Sarah Freeman | Ganadora[cita requerida] |
| 1999 | Young Artist Award | Mejor actriz en una serie de televisión dramática (Legacy)    | Sarah Freeman | Ganadora[cita requerida] |